# Фриц Заксъл
Фриц Заксъл (на немски: Fritz Saxl) е австрийски историк на изкуството, работил дълго време в Германия и Великобритания.

## Биография
Роден е на 8 януари 1890 година във Виена в еврейско семейство на юрист. Завършва история на изкуството във Виенския университет и започва работа в библиотеката „Варбург“ в Хамбург. През Първата световна война служи като лейтенант на Италианския фронт, след което се връща в библиотеката „Варбург“, а от 1923 година е и преподавател в Хамбургския университет. След смъртта на Аби Варбург през 1929 година оглавява Института „Варбург“ и ръководи неговото прехвърляне в Лондон след установяването на националсоциалистическия режим в Германия.
Фриц Заксъл умира на 22 март 1948 година в Лондон.

### Посмъртни издания
- English sculpture of the 12th century. 1954
- Lectures. 1957.

### Писма
- Ausreiten der Ecken. Die Aby Warburg – Fritz Saxl Korrespondenz 1910 bis 1919. Hrsg. von Dorothea McEwan. München 1998. ISBN 3-930802-79-1.
- Wanderstrassen der Kultur. Die Aby Warburg – Fritz Saxl Korrespondenz 1920 bis 1929. Hrsg. von Dorothea McEwan. München 2004. ISBN 3-935549-85-7.